# Lutz (Braunschweig)
Lutz is de Duits historisch merk van motorfietsn.
Het werd geproduceerd door Lutz GmbH, Braunschweig-Querum, later Braunschweig-Kralenriede van 1949 tot 1954. Men produceerde hier fietsen met 50- en 60 cc clip-on motoren en scooters. Er was ook een 173 cc Lutz-scooter. De ontwerper was W. Lieb.

## Galerij

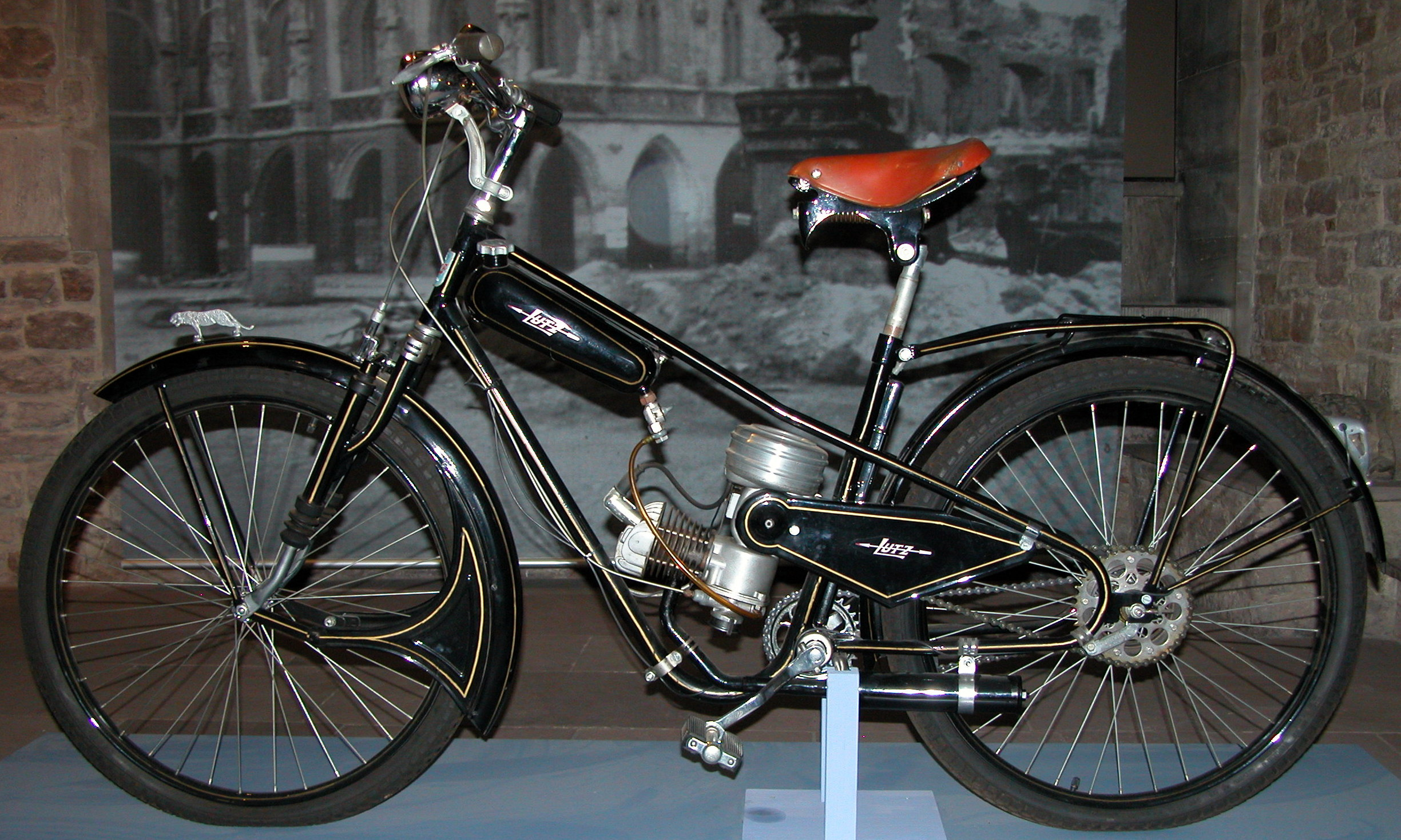
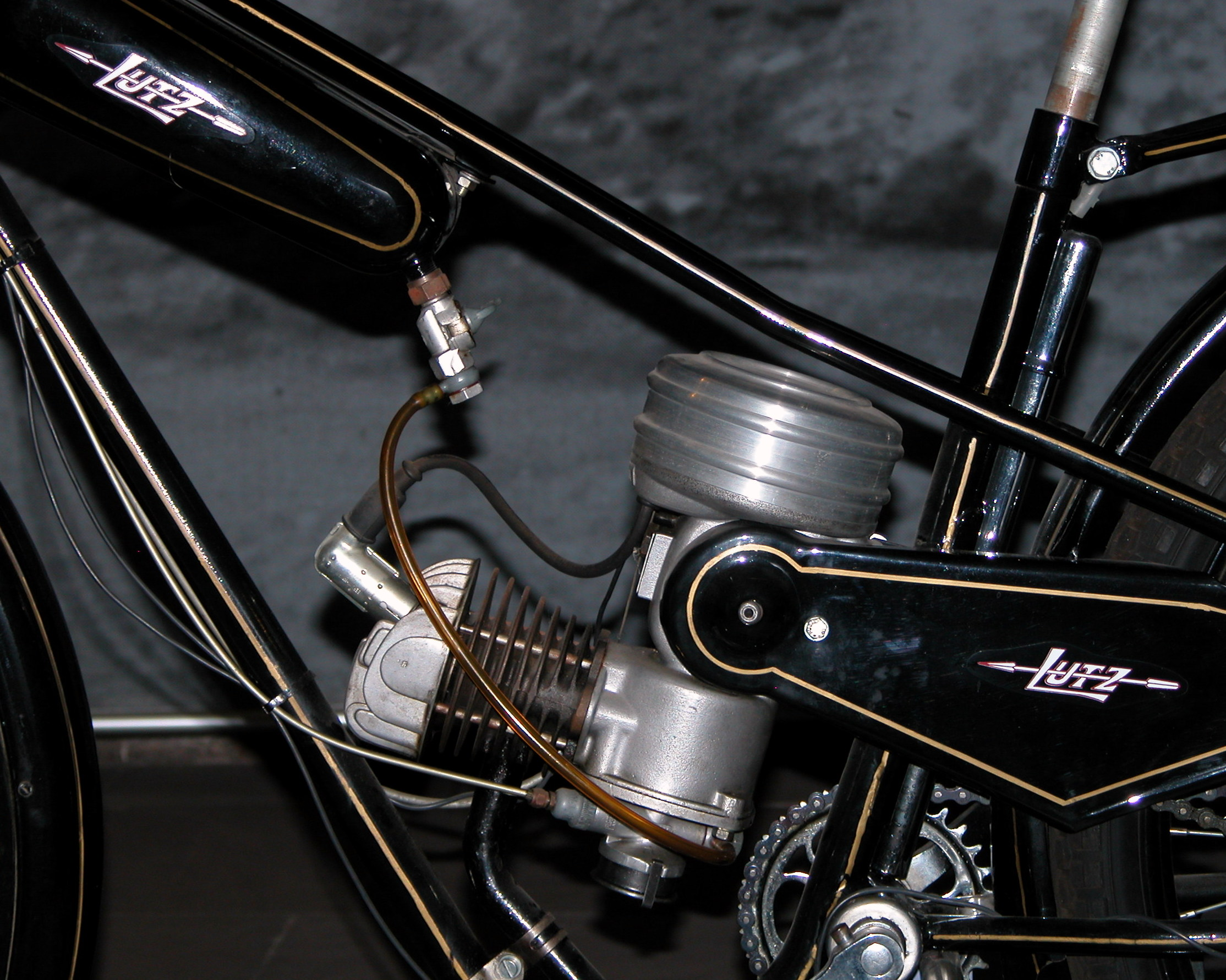
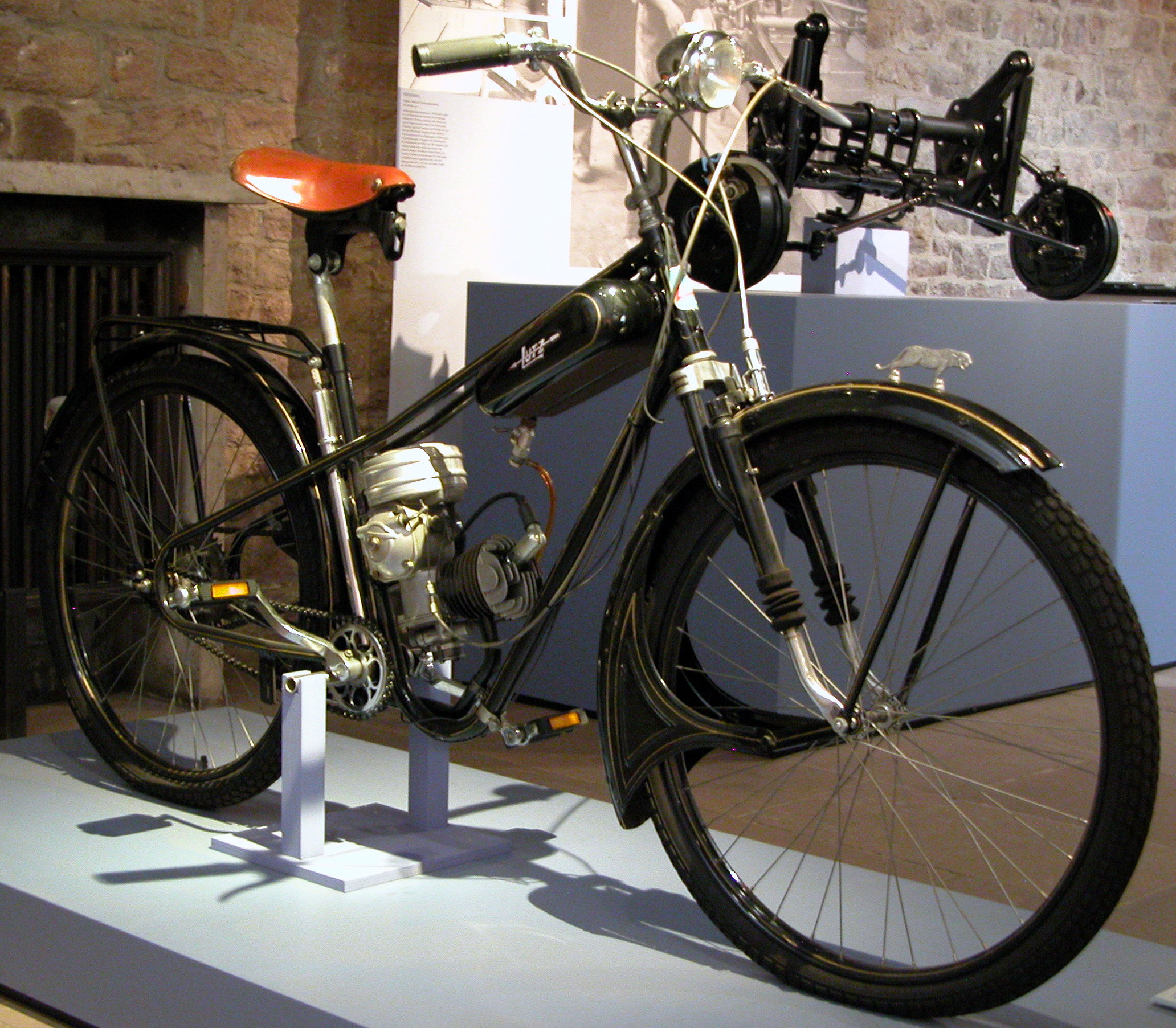